# وكالة إدارة عقود الدفاع
وكالة إدارة عقود الدفاع (DCMA) هي وكالة تابعة للحكومة الفيدرالية للولايات المتحدة تقدم تقاريرها إلى وكيل وزارة الدفاع للاستحواذ والاستدامة. وهي مسؤولة عن إدارة العقود لوزارة الدفاع (DoD) والوكالات الفيدرالية الأخرى المعتمدة. يقع مقرها الرئيسي في فورت لي ، فيرجينيا. غالبًا ما تتعامل هذه الوكالة مع عقود المبيعات العسكرية الأجنبية.

## وصلات خارجية
- موقع الوكالة